# SNCF BB 8500 sorozat
Az SNCF BB 8500 sorozat egy francia 1,5 kV egyenáramú B'B' tengelyelrendezésű villamosmozdony-sorozat. 1964 és 1974 között gyártotta az Alsthom az SNCF részére.